# کالدرا (شیلی)
کالدرا (به اسپانیایی: Caldera) یک شهرستان‌ در شیلی است که در استان کوپیاپو واقع شده‌است. کالدرا ۴٬۶۶۶٫۶ کیلومترمربع مساحت و ۱۶٬۱۵۰ نفر جمعیت دارد و ۴۴ متر بالاتر از سطح دریا واقع شده.

## نگارخانه

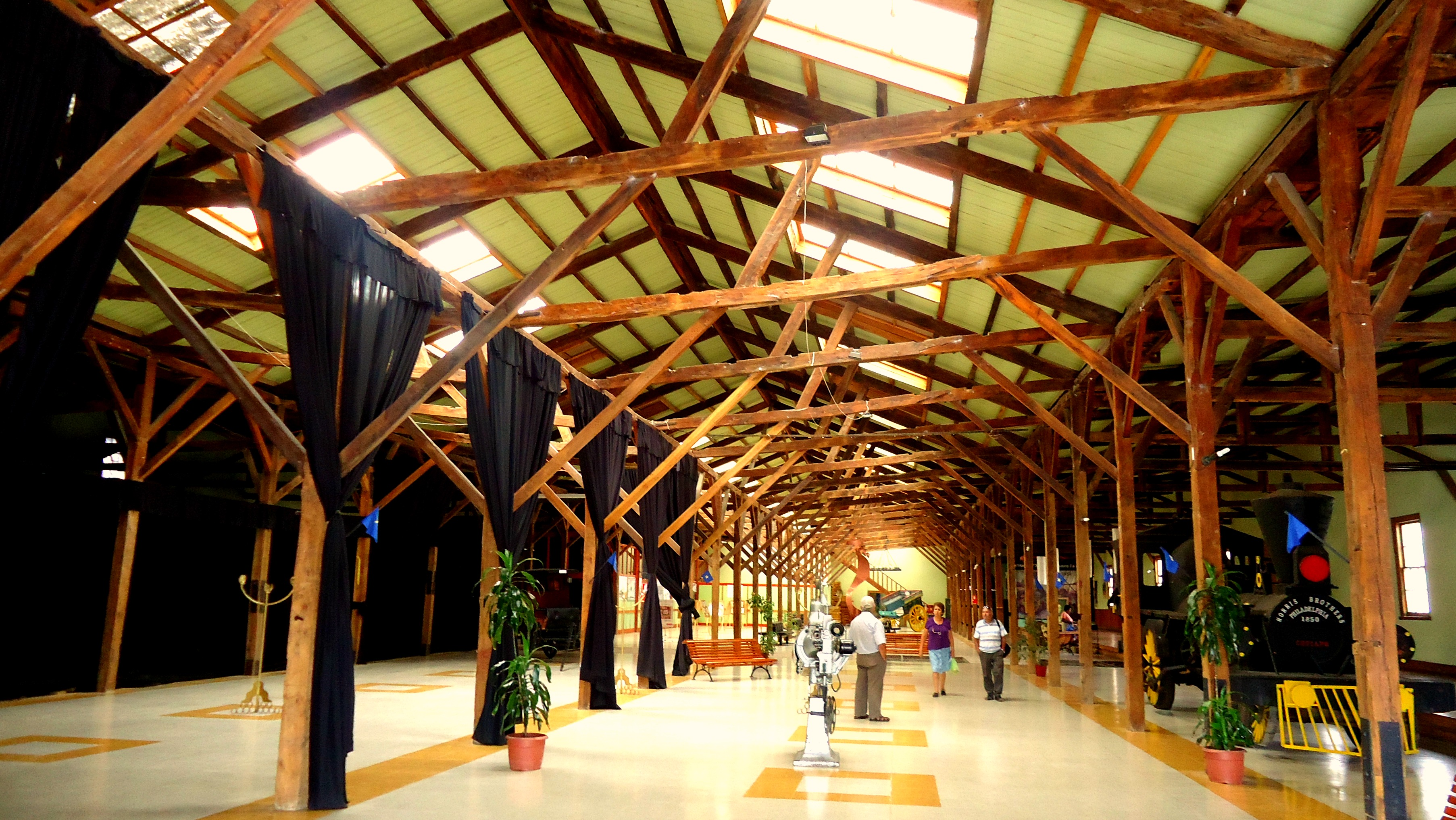
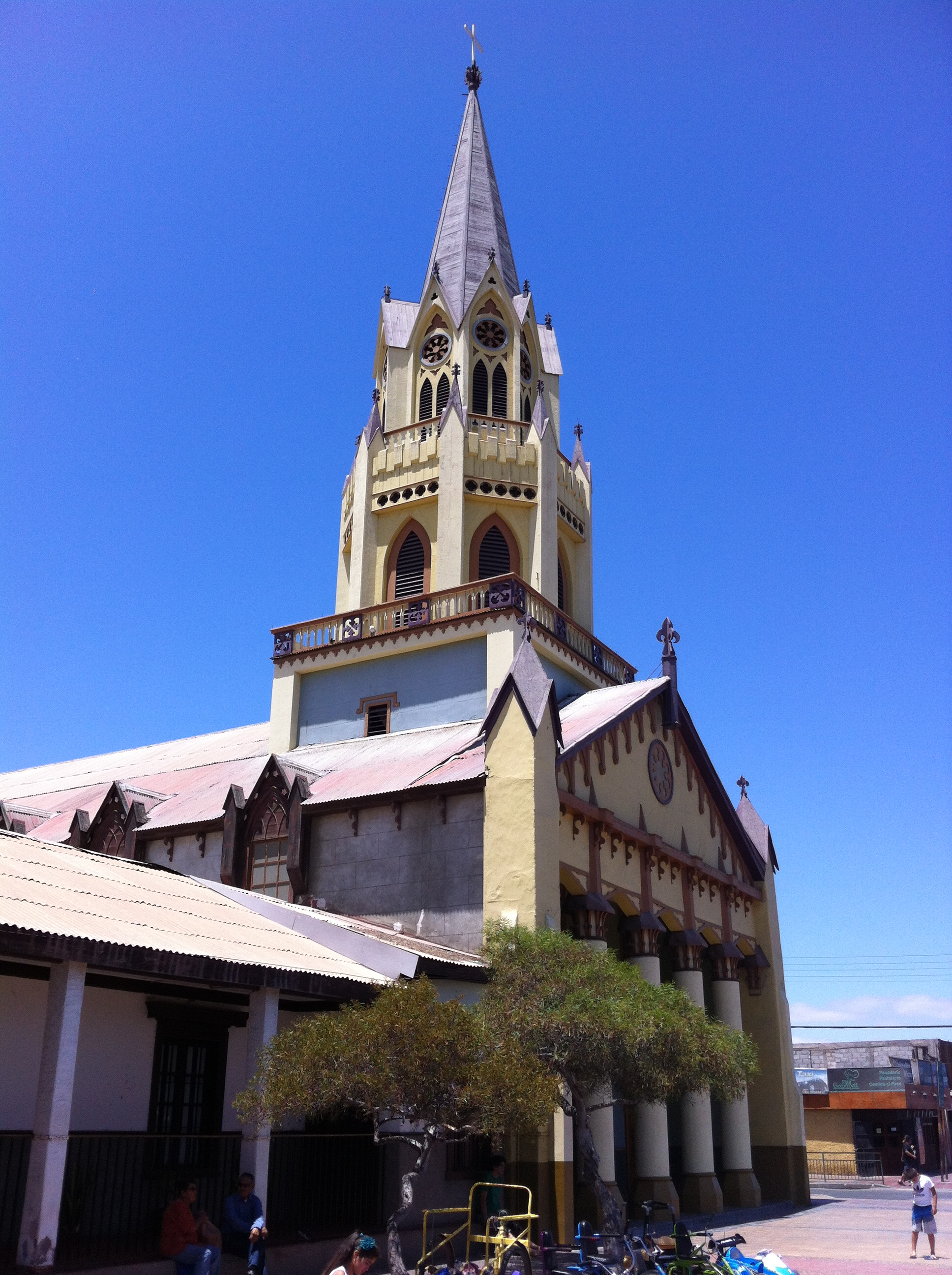
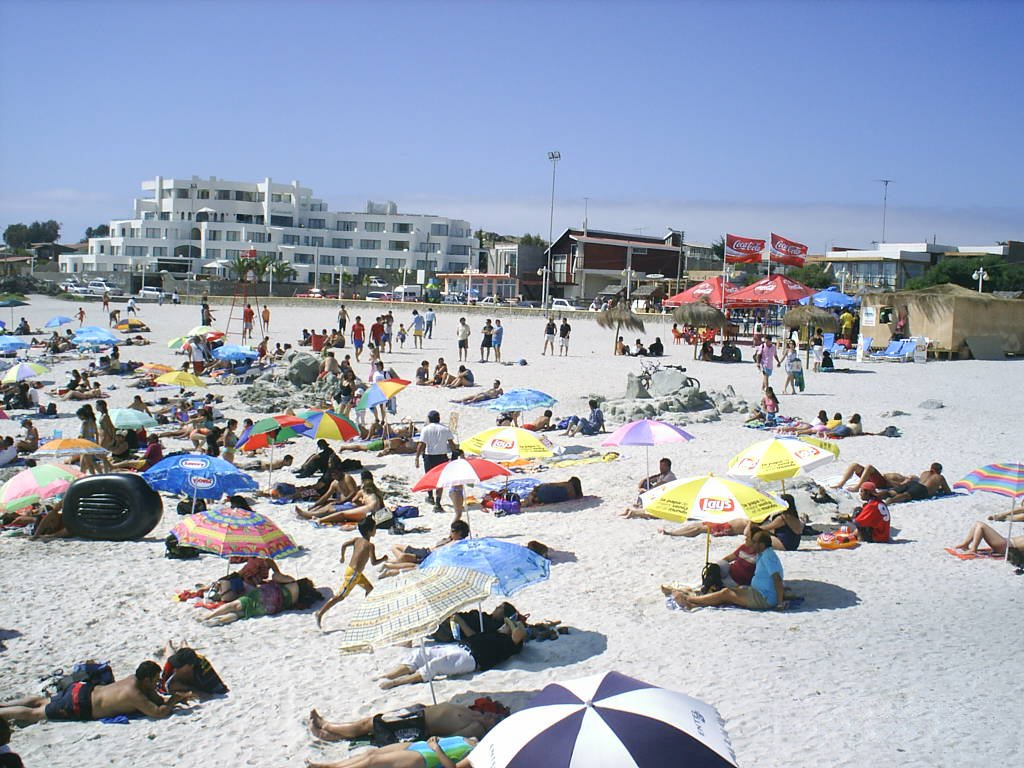
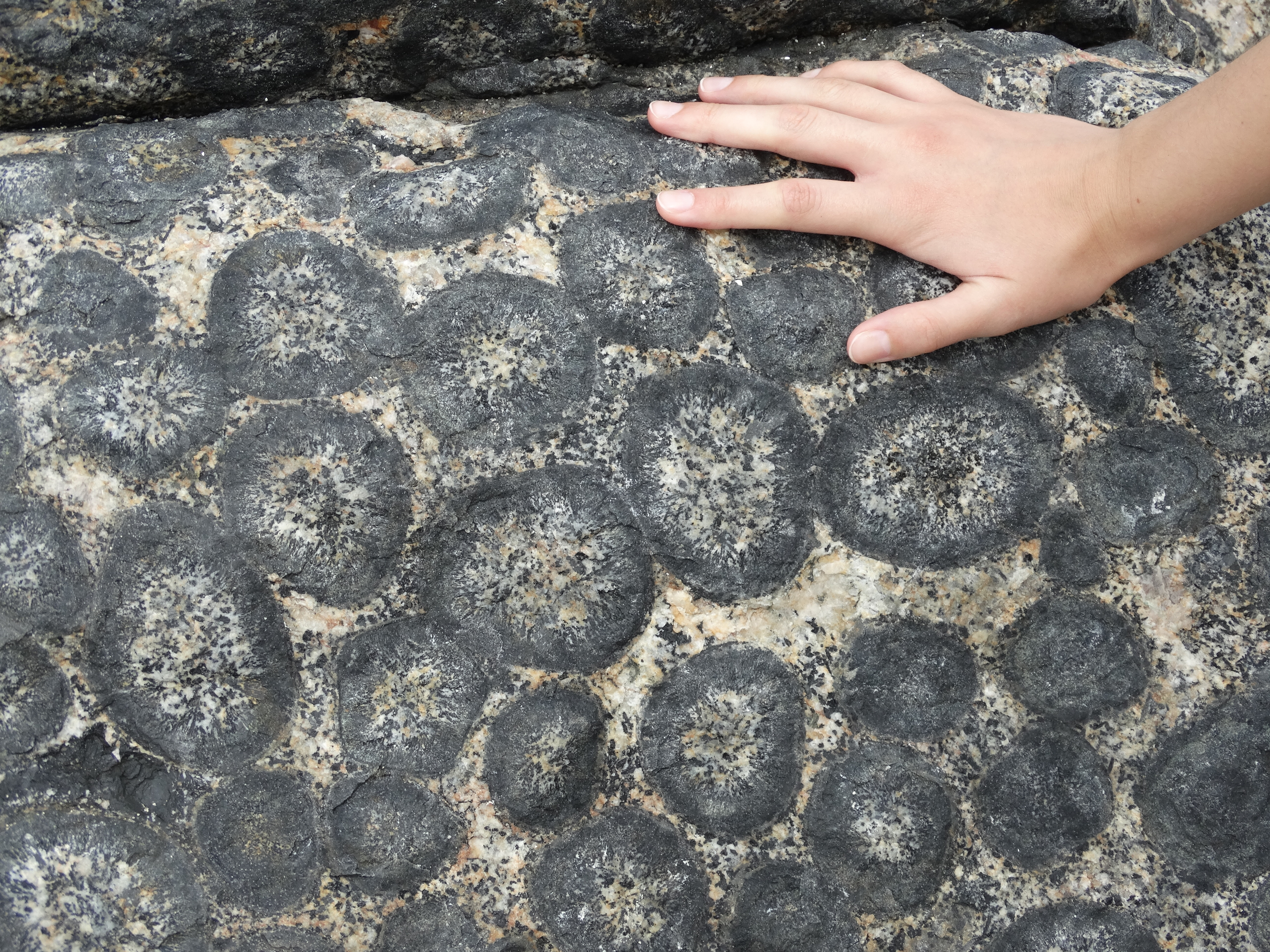
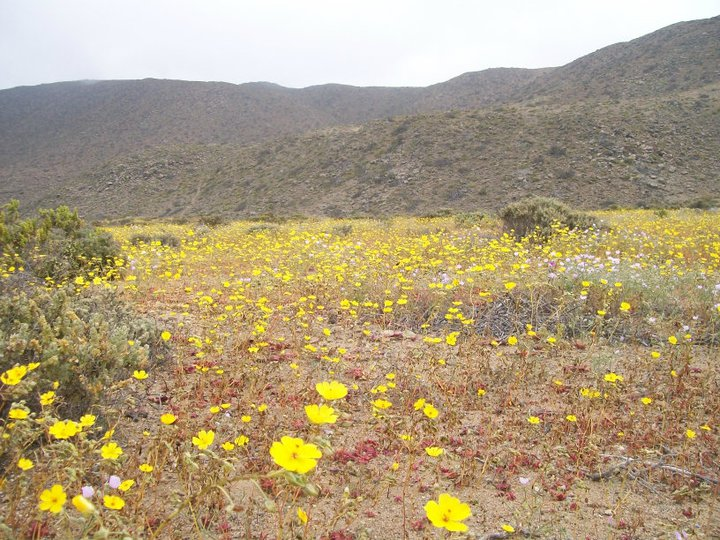
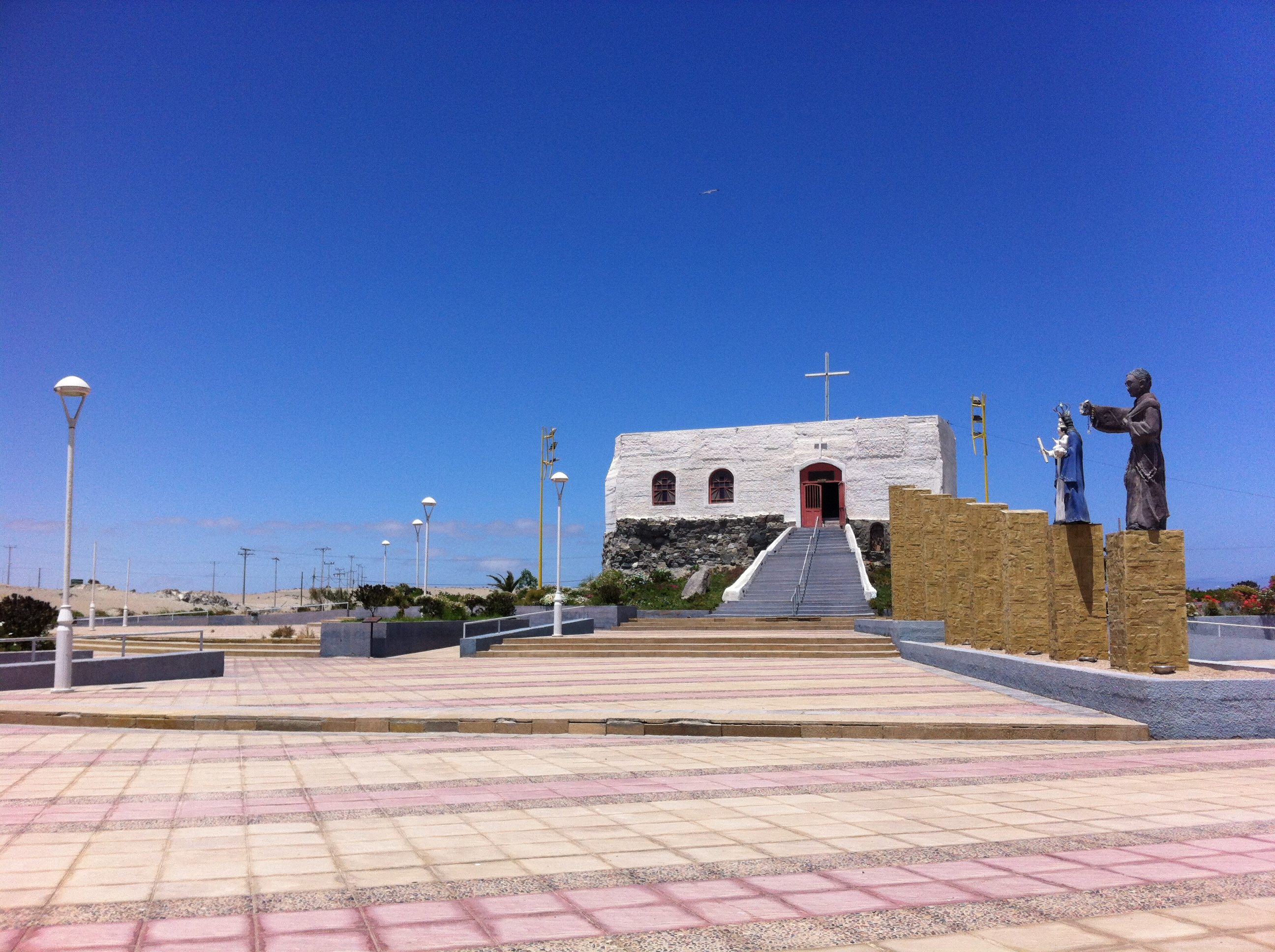
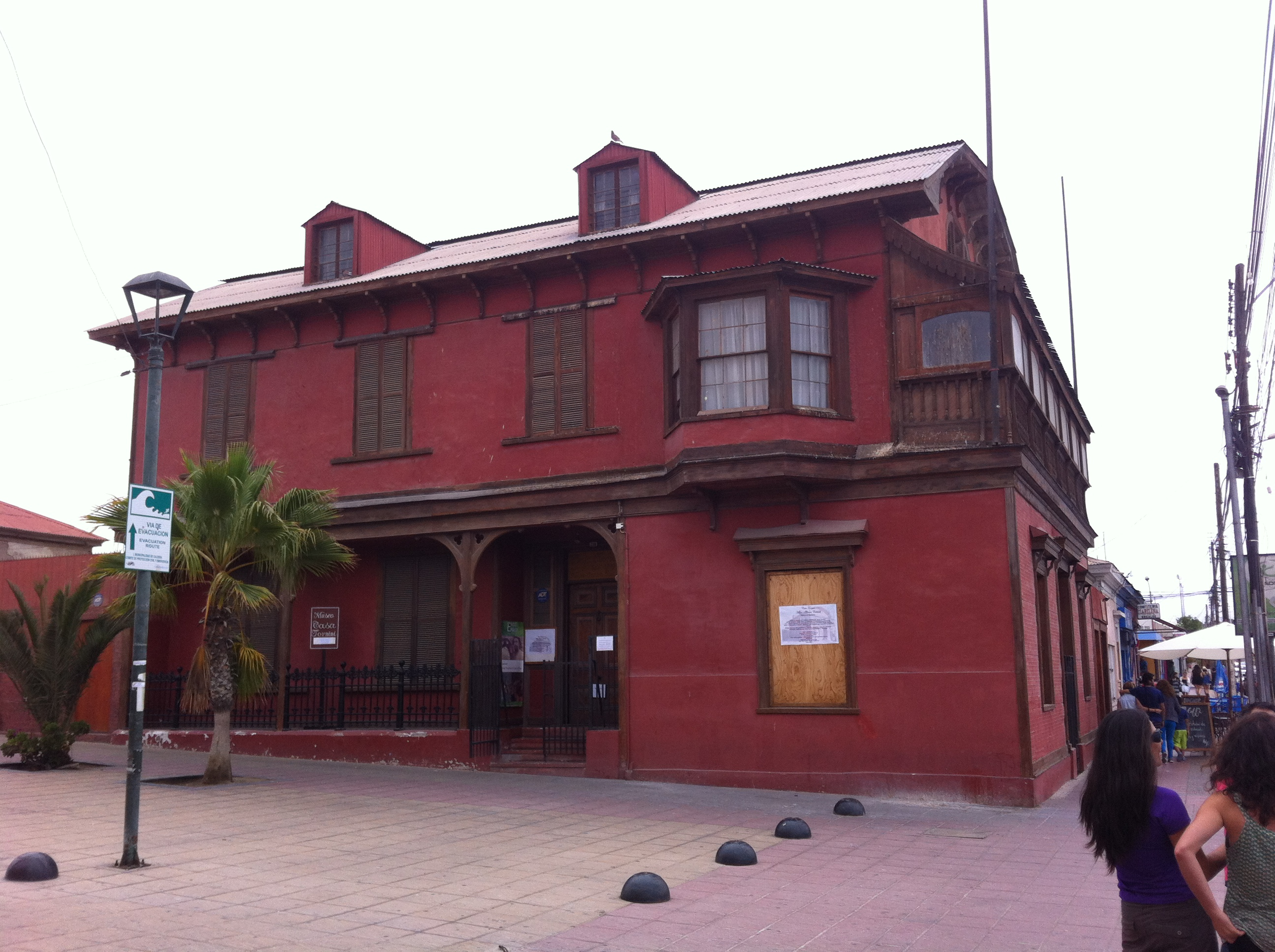